# Belle Vue British Cemetery
Belle Vue British Cemetery is een Britse militaire begraafplaats met gesneuvelden uit de Eerste Wereldoorlog, gelegen in de Franse plaats Briastre (Noorderdepartement). De begraafplaats werd ontworpen door William Cowlishaw. Ze ligt 650 meter ten noordoosten van de dorpskerk (Église Saint-Pierre) en heeft een nagenoeg vierkant grondplan maar met een ommuurd toegangspad van ongeveer 10 meter. Het Cross of Sacrifice staat centraal tegen de zuidwestelijke muur. De begraafplaats wordt onderhouden door de Commonwealth War Graves Commission. Er liggen 141 gesneuvelden begraven. 
Op de gemeentelijke begraafplaats van Briastre ligt het graf van een Britse officier, gesneuveld in dezelfde oorlog.

## Geschiedenis
Tijdens het geallieerde eindoffensief werd het dorp Biastre op 11 oktober 1918 door de New Zealand Division en de 37th Division ingenomen. De Belle Vue Farm (een versterkte hoeve) werd veroverd door het 5th East Lancashire Regiment. 
De begraafplaats werd op 23 oktober 1918 door de 42nd (East Lancashire) Division in gebruik genomen maar werd slechts heel kort gebruikt. In 1922 werden 47 graven vanuit Briastre Communal Cemetery Extension overgebracht.
Er liggen 132 geïdentificeerde doden, waaronder 126 Britten en 6 Nieuw-Zeelanders. Er liggen ook nog 9 niet geïdentificeerde doden. De grote meerderheid van de gesneuvelden behoorde bij het Manchester Regiment en stierf tussen 12 en 25 oktober 1918.

## Onderscheiden militairen
- kapitein Sam Dickson en luitenant Frank Eaden Cook, allebei  van Het Manchester Regiment; Lawrence Adams Mitchell, kapitein bij de Royal Field Artillery en Harold Theodore Alvin Ripperger, luitenant bij het Gloucestershire Regiment werden onderscheiden met het Military Cross (MC).
- onderluitenant William Gladstone Greenough, sergeant A. Hilton en korporaal Fredrick Chadwick, alle drie dienend bij het Manchester Regiment, werden onderscheiden met de Distinguished Conduct Medal (DCM) .
- onderluitenant Francis Gordon Scott, de sergeanten J. Milner en G.D. Kent, korporaal Harold Couch en soldaat William Ladcliffe ontvingen de Military Medal (MM).